# Koke Santa Ana
Koke Santa Ana Arancibia (Viña del Mar, 10 de mayo de 1984) es un actor chileno de televisión, teatro y cine. Se hizo popularmente conocido en Chile como protagonista de los videos de la productora Woki Toki, tras lo cual empezó a darse a conocer en televisión y cine.

## Carrera

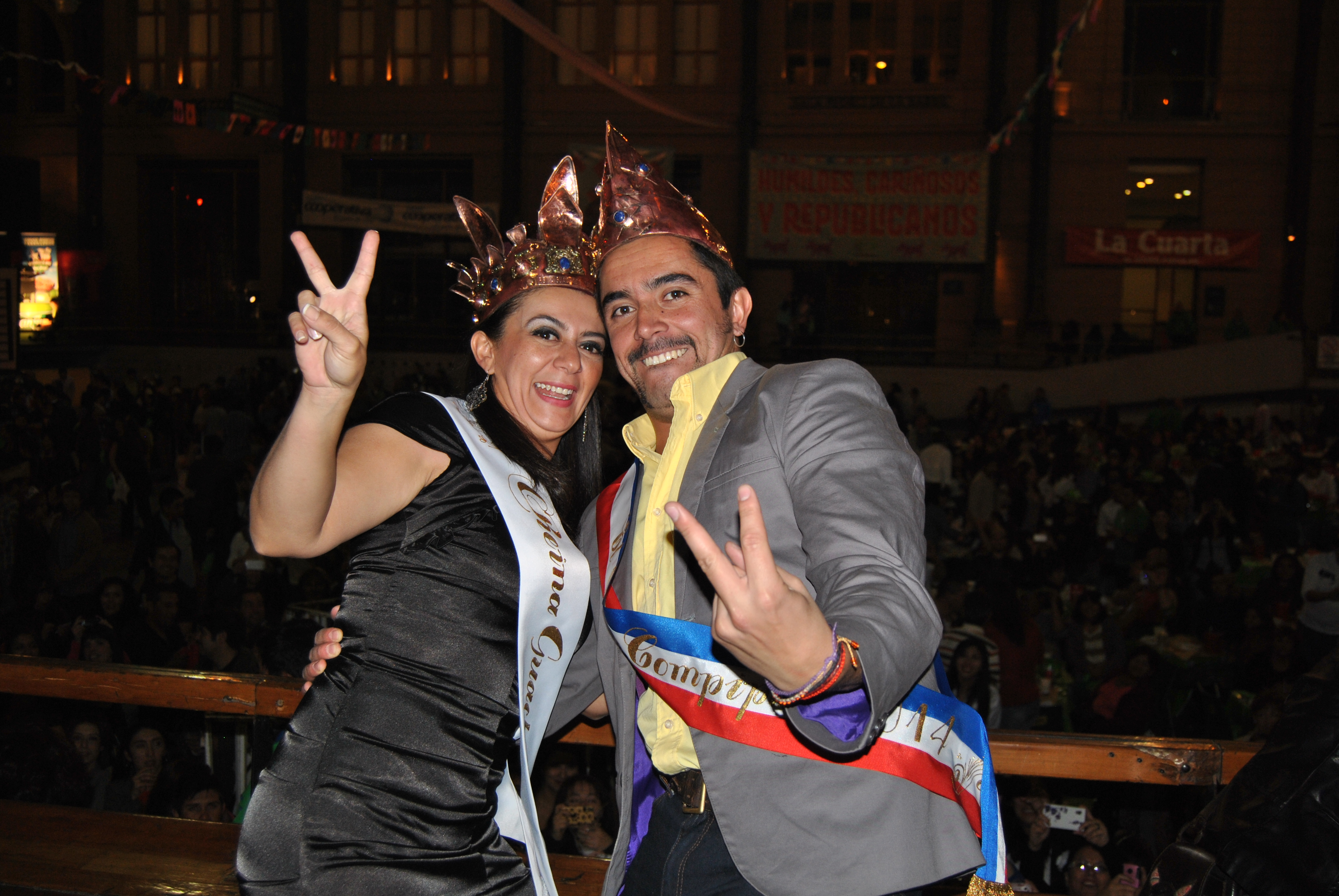
Koke Santa Ana junto a Paola Troncoso como "reyes guachaca" (2014).

En 2012 fue protagonista de los videos de YouTube de la productora WokiToki, los que fueron ampliamente viralizados en Chile y le dieron fama nacional. Ese mismo año protagonizó un episodio de la serie Infieles de Chilevisión.
Al año siguiente presentó el programa Chile Zonkers en UCV TV. Además tuvo un cameo en Mis peores amigos.
Durante la década de 2010 fue recurrente en diversos programas de televisión, incluyendo Morandé con compañía, Infieles, Chipe libre, y con papeles en las series 62: Historia de un mundial, y Los años dorados. En 2017 fue protagonista de la película Sin Norte.
En 2021 participó del programa The covers, de Mega, imitando a Federico Moura y George Michael. Además conduce los programas “Secretos urbanos” y “Selección nacional” del mismo canal.
En marzo de 2022 se confirma su participación para la segunda temporada del programa Aquí se baila de Canal 13.

## Vida personal
Nacido en Viña del Mar, comenzó a interesarse en el teatro desde el colegio. Cursó sus estudios de actuación en la Escuela de Teatro de la Universidad del Mar dirigida por Consuelo Holzapfel. Tiene su propia banda de New Wave, llamada Río Pacheco.
Fue elegido Rey Guachaca en 2014, superando por estrecho margen al futbolista Esteban Paredes. Ese mismo año fue atacado por un desconocido en el Parque Forestal.

## Filmografía

### Cine
| Películas | Películas              | Películas | Películas |
| Año       | Película               | Personaje |           |
| --------- | ---------------------- | --------- | --------- |
| 2007      | Aguas Milagrosas       | Pablo     |           |
| 2008      | Fiesta Patria          | Enrique   |           |
| 2013      | Promedio Rojo 2        | Conserje  |           |
| 2015      | 6 Horas                | Esteban   |           |
| 2017      | La Holandesa           | Borracho  |           |
| 2018      | El despertar de Camila | Luis      |           |

### Series y unitarios
- 2008: Viuda Alegre. Empleado del cementerio.[22]
- 2012: Pic-Nic.
- 2012: Infieles. Capítulos "Por amor al prójimo" y "Adicto".
- 2014: Teatro en CHV. Capítulo "La vecina y su toy boy".
- 2015: Héroes como Leandro Martínez.
- 2014-2015: Chipe Libre como Kevin.
- 2013-2015: Gringolandia como Peter.[23]
- 2017: 62: Historia de un Mundial como Enrique Hormazábal.
- 2018: Los años dorados.
- 2025: Nuevo amores de mercado